# Pienza
Pienza er en by i Toscana i Italien med ca. 2.200 indbyggere. Den ligger på et højdedrag med flot udsigt ud over dalen, Val d'Orcia.
Byen var indtil 1462 en landsby med navnet Corsignana. I 1405 fødtes Enea Silvio Piccolomini i byen. Han blev i 1458 valgt til pave under navnet Pius II, og han besluttede, at hans fødeby skulle omdannes til en ny by fuldstændigt opbygget efter renæssancens idealer. Byggearbejdet stod på i omkring to år. Omkring byens centrale plads, Piazza Piccolomini, blev der bygget en domkirke og ved siden af den et pavepalads, Palazzo Piccolomini, og overfor dette endnu et palads, bispepaladset Palazzo Vescovile, der dog først er opført efter Pius II's død i 1464. På pladsens fjerde side ligger byens rådhus, Palazzo Comunale, med en åben loggia foran. Herudover blev der nyopført mange bygnnger i byen og gadenettet blev omlagt efter renæssancens idealer om større åbenhed og regelmæssighed.
Pienza blev i 1996 optaget på UNESCOs liste over verdenskulturarv, fordi den repræsenterer et af de første forsøg på at skabe en idealby efter renæssancens idealer, og i vore dage fortsat fremtræder i sin oprindelige skikkelse.
- Wikimedia Commons har flere filer relateret til Pienza

1. ↑  demo.istat.it (fra Wikidata).